# 李稷勳
李稷勳，字伯粢，號姚琴，四川秀山（今重慶市秀山土家族苗族自治县）人。晚清政治人物。

## 生平
光緒二十四年（1898年）戊戌科二甲第一名進士（傳臚），同年五月，改翰林院庶吉士。光緒二十九年（1903年）四月，散館授翰林院編修。充會試同考官。官至郵傳部參議，總管川漢路事。
李稷勳博學善古文，曾經向王闿运學習作詩，但并不囿於師說，其詩法唐賢，意致深婉。有《甓盦詩錄》四卷。